# نونو فيليبي مارتينز رودريغوس
نونو فيليبي مارتينز رودريغوس (14 نوفمبر 1979 بأويرس في البرتغال - ) هو لاعب كرة قدم برتغالي في مركز الدفاع. لعب مع أتليتيكو كلوب دي برتغال وإشتوريل برايا ونادي بطليوس ودوكسا كاتوكوبياس ‏ وF.C. Felgueiras ‏ وسالجويروس ‏ وساغرادا إسبيرانسا ونادي إيسبينهو وOthellos Athienou FC ‏ ونادي كايالا الترفيهي وإمورتال دسبورتيفو ‏ وF.C. Lixa ‏ وAPEP FC ‏.

## وصلات خارجية
- نونو فيليبي مارتينز رودريغوس على موقع قاعدة بيانات كرة القدم.إي يو (الإنجليزية)
- نونو فيليبي مارتينز رودريغوس على موقع Soccerway.com (الإنجليزية)